# Acacia midgleyi
Acacia midgleyi — вид квіткових рослин з родини бобових. Ареал: Австралія (Квінсленд).

## Середовище
Він переважно розташований уздовж берегів річок і сезонних дренажних систем уздовж східної сторони півострова, де зазвичай є частиною спільнот тропічних лісів.

## Біоморфологічна характеристика
Дерево зазвичай виростає у висоту від 8 до 25 м і має один стебло або рідко розділяється біля рівня землі, деякі стовбури мають діаметр до 90 см. Дерево має голі гілочки. Він має голі зелені або молочно-зелені філодії завдовжки від 8 до 16,5 см і вшир від 0,8 до 4,2 см і багато поздовжніх жилків, які паралельні та щільно прилягають один до одного. Прості суцвіття з'являються групами по два-чотири в пазухах і мають квіткові колоски циліндричної форми довжиною від 3 до 7 см з нещільно упакованими квітками від кремового до блідо-жовтого до лимонно-жовтого кольору. Стручки мають вузькодовгасту форму і можуть бути плоскими або спірально закрученими від одного до трьох разів. Стручки мають довжину від 5 до 12 см і ширину від 1 до 2,5 см. Насіння всередині розташоване поперечно. Глянцеве чорне насіння має яйцеподібну, еліпсоїдну або обернено-яйцювату форму завдовжки від 4 до 7 мм і вшир від 2 до 4 мм.